# Blücherbund
Der Blücherbund war eine rechte, paramilitärische Vereinigung im Bayern der 1920er Jahre. Sein Name leitet sich her von Gebhard Leberecht von Blücher.
Die Organisation wurde am 23. September 1922 als eine Abspaltung des Oberland-Bundes von dessen ehemaligem Vorsitzenden Friedrich Knauf gegründet. Im Januar 1923 ging der Vorsitz des neuen, ebenfalls in Konkurrenz zu den Nationalsozialisten stehenden, Bundes (mit Hauptsitz in München) an Rudolf Schäfer über, der Arnold Ruge zum Chef-Ideologen des Bundes machte, wodurch der Zusammenschluss einen stark völkischen Einschlag erhielt. So soll die Frankfurter Ortsgruppe geplant haben, eine von Gläubigen besuchte Synagoge mit Handgranaten zu sprengen. Gleichzeitig erhielt der Blücherbund aus zunächst unbekannter Quelle umfangreiche Finanzmittel. Sie sollten zur Finanzierung eines Umsturzes in Bayern dienen, der auf eine Loslösung vom Deutschen Reich abzielte. Die Verschwörung wurde durch Karl Mayr und Ernst Röhm am 28. Februar 1923 aufgedeckt.
Bei dem Prozess vor dem Volksgericht München im Juni/Juli 1923 unter dem Vorsitz von Georg Neithardt gegen die Haupt-Verschwörer, die beiden Redakteure Georg Fuchs und Hugo Machhaus, konnte die Quelle der Finanzmittel enttarnt werden. Es handelte sich dabei um den französischen Oberst Augustin Xavier Richert. Die Beteiligung bayerischer Stellen wurde dagegen vertuscht. Die umfangreichen Finanzmittel kamen letztlich der Organisation Consul zugute. Durch das Bekanntwerden einer mutmaßlichen Zusammenarbeit mit dem „Erbfeind“ während der Ruhrbesetzung verlor der Bund sehr schnell seine politische Bedeutung.